# 1051 Меропа
1051 Меропа (1051 Merope) — астероїд головного поясу, відкритий 16 вересня 1925 року.
Тіссеранів параметр щодо Юпітера — 3,054.